# Lannga Co
Rakshastal eller Lannga Co (kinesiska: La’ang Cuo, 拉昂错) är en endorheisk sjö på Tibetanska högplatån.   Den ligger mindre än 4 km från sjön Manasarovar. De två sjöarna betraktas som varandras motsatser. Manasarovar är en helig sjö i flera religioner med sött livgivande vatten, medan Rakshastal är en salt sjö som anses giftig av befolkningen och saknar fisk. På sanskrit kallas den "demonsjön". 

## Geografi
Lannga Co ligger cirka 4 570 meter över havet. Arean är 360 kvadratkilometer. Den sträcker sig 28,9 kilometer i nord-sydlig riktning, och 21,1 kilometer i öst-västlig riktning.

## Klimat
Trakten ingår i den hemiboreala klimatzonen. Årsmedeltemperaturen i trakten är −1 °C. Den varmaste månaden är september, då medeltemperaturen är 10 °C, och den kallaste är februari, med −19 °C. Genomsnittlig årsnederbörd är 534 millimeter. Den regnigaste månaden är juli, med i genomsnitt 146 mm nederbörd, och den torraste är november, med 2 mm nederbörd.